# Лялька Кокеші
Кокеші (こけし, 小芥子 дерев'янна іграшка), — прості дерев’яні японські ляльки без рук і ніг, які створювалися більше 150 років як іграшка для дітей. Родом із північно-східного регіону (Тохоку-чіхо) Японії, вони виготовлені вручну з дерева, мають прості тулуб і голову з обличчям,  намальованим  кількома тонкими лініями. Тіло часто має квіткові та/або кільцеві орнаменти, пофарбовані червоним, чорним, а іноді зеленим, фіолетовим, синім або жовтим чорнилом і покриті шаром воску. З 1950-х років виробники Кокеші підписують свою роботу, як правило, знизу, а іноді і на звороті.

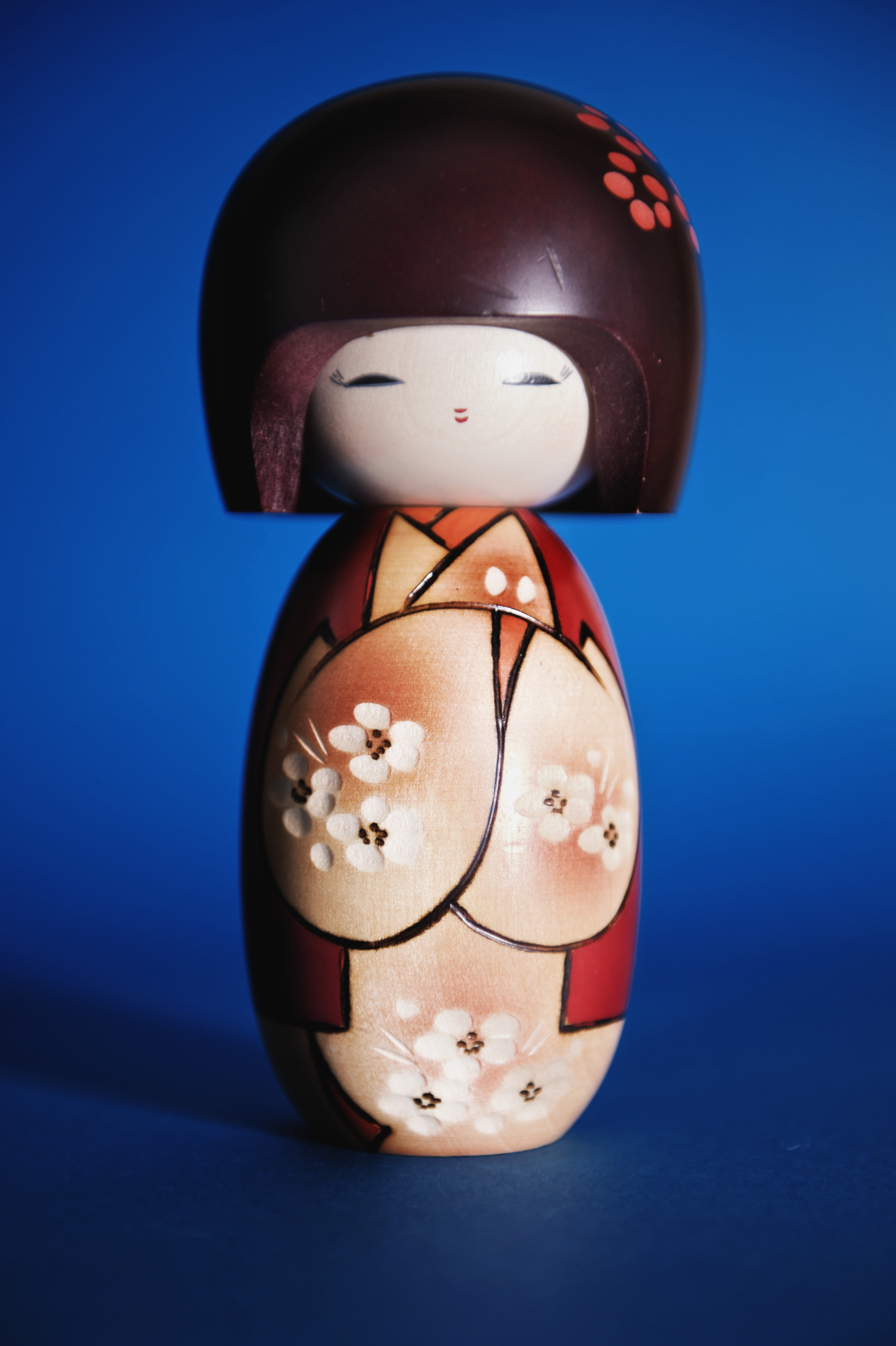
Сучасна лялька Кокеші

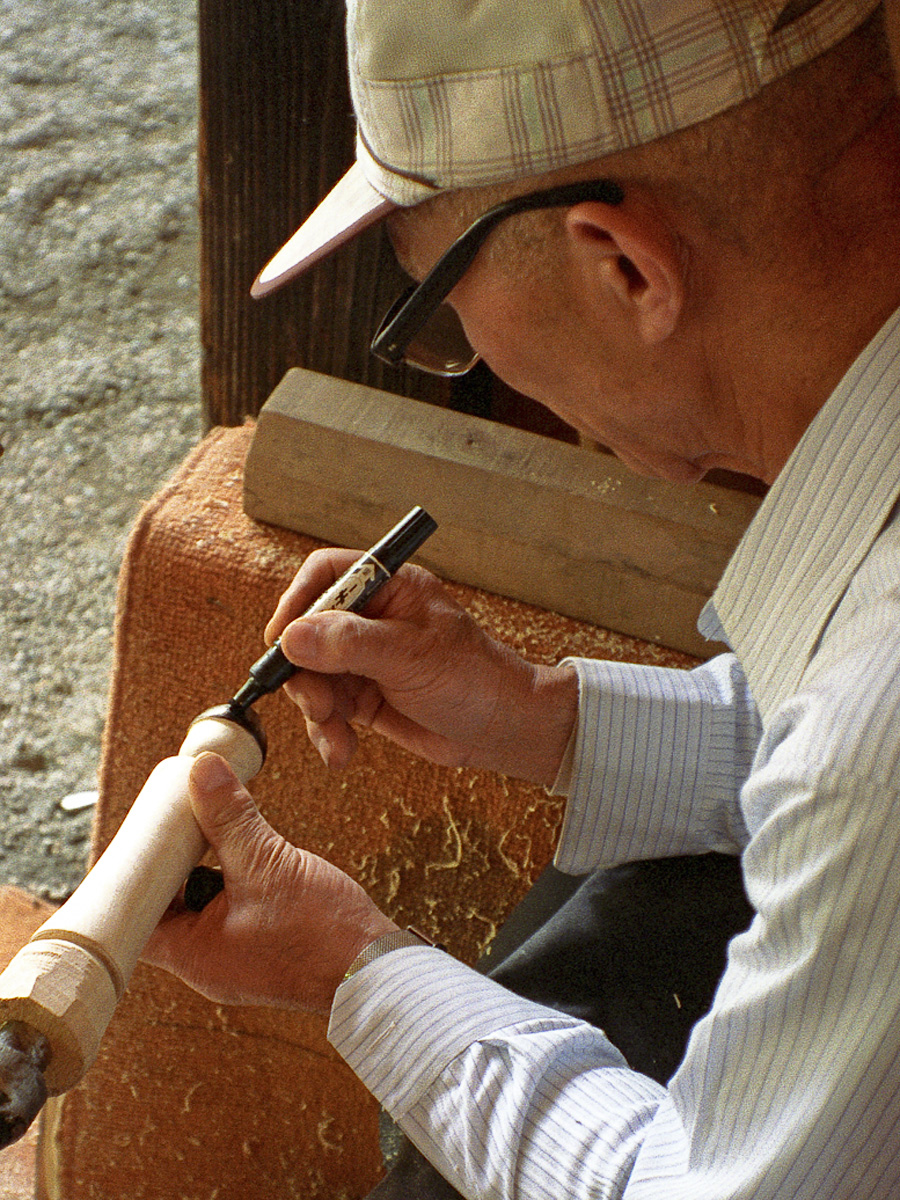
Створення ляльки Кокеші

## Історія та етимологія
Назва «кокеші» походить від дерев’яного (木, ки 可) ко), і ляльки (芥子, кеші).  Ця назва була узгоджено на Національному конкурсу ляльок Кокеші в Наруко Онсен у 1939 року. 
Сучасні дослідження  припускають, що кокеші можуть бути фетиш- замінами небажаних дітей, убитих після народження, і символи можна розуміти як 子消し ( дітя (яп. 子, ko)  і гасіння (яп. 消し, keshi)  . Хоча дітовбивство зазвичай практикувалося в Японії до 20-го століття  існує мало доказів, що підтверджують теорію про те, що кокеші мають якесь відношення до цієї практики  Саме слово кокеші походить із діалекту сендай, а ляльки відомі як, наприклад, деко, кідеко, декороко; у Фукусімі як кібако, кіхохоко; в Міягі як обокко ; а в Наруко як хангьо та кінінгьо, жодна з яких не підтримує теорію. 
Ляльки Кокеші  були виготовлені в середині періоду Едо (1600–1868 рр)   поблизу Тогатта Онсен у Зао ремісниками, які володіли вміннями обточувати дерево. Звідки техніка виготовлення кокеші поширилася на інші райони регіону Тохоку.

## Типи ляльок Кокеші
Форми та візерунки «традиційних» ляльок Кокеші є специфічними для певної місцевості та класифікуються за одинадцятьма типами, показаними нижче. Найбільш популярним типом є сорт Наруко, спочатку вироблений в префектурі Міягі, який також можна знайти в префектурах Акіта, Івате та Ямагата. Головна вулиця села Наруко Онсен відома як вулиця Кокеші і має магазини, якими керують безпосередньо різьбярі кокеші. 
«Креативні» кокеші були розроблені після Другої світової війни. Техніка виконання дає художнику повну свободу щодо форми, дизайну та кольору (1945). «Креативні» кокеші не характерні для конкретного регіону Японії, і, як правило, творчі художники-кокеші зустрічаються в містах.  
Деревина, що використовуються для вироблення кокеші, різноманітні: вишня (використовується через темний колір) та кизила (через його більш м’які якості). Японський клен, також використовується у створенні як традиційних, так і "Креативних" ляльок. Деревину залишають на відкритому повітрі, від одного до п’яти років, перш ніж її можна буде використовувати.

## Традиційні види

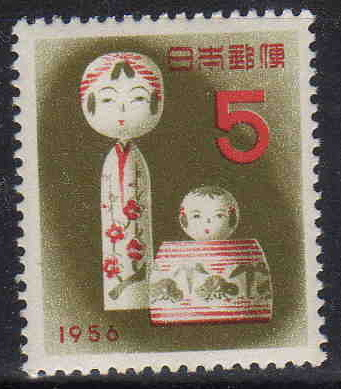
Японська поштова марка із зображенням кокеші

Традиційні типи найчастіше виготовлюють у туристичних районах (онсенах) Тохоку. 
- Цучію: Цучію Онсен (Фукусіма), Іізака Онсен (Фукусіма), Дейке Онсен ( Ніхонмацу )
- Яджіро: Ядзіро (Шіроісі)
- Тогатта: Тогатта Онсен (Дзао)
- Наруко: Наруко Онсен (Осакі)
- Сакунамі  або Ямагата-Сакунамі: Сендай, Ямагата, Йонезава, Sagae, Ямагата
- Зао Такаю: Зао Онсен (Ямагата)
  - Найорі: Найорі Онсен
- Кіджіяма: Кіджіяма (Юдзава)
- Намбу: Моріока, Ханамакі Онсен
- Цугару  або Нурую: Нурую Онсен (Куроіші), Овані Онсен (Овані)

## У масовій культурі
Ляльки Кокеші були використані як натхнення для стилю цифрових аватарів Nintendo під назвою «Miis», які створюються та налаштовуються гравцями. Їх зовнішній вигляд став символом загальної естетики платформи. 
У популярній серії PlayStation LittleBigPlanet ляльку Кокеші  можна отримати та використати як предмет для створення рівнів.У грі Mother 2 є об'єкт під назвою «Статуя ляльки Кокеші», що перекриває підземний шлях під Стоунхенджем. Головному герою потрібно стерти цю статую за допомогою так званої  гумки Кокеші .

## Дивись також
Вікісховище має мультимедійні дані за темою: Лялька Кокеші